# Важка атлетика на літніх Олімпійських іграх 2012 — до 48 кг (жінки)
Змагання з важкої атлетики у категорії до 48 кг серед жінок на літніх Олімпійських іграх 2012 в Лондоні проходили 28 липня у Виставковому центрі. У турнірі взяли участь 14 спортсменок з 12 країн.

## Розклад
Час місцевий (UTC+1)
| Дата          | Час   | Етап    |
| ------------- | ----- | ------- |
| 28 липня 2012 | 15:30 | Група A |

## Медалісти
| Золото                | Срібло                | Бронза              |
| Ван Мінцзюань · Китай | Хіромі Міяке · Японія | Лян Чхун Хва · КНДР |

## Рекорди
| Світовий рекорд     | Ривок   | Ян Лянь (CHN)        | 98 кг  | Санто-Домінго, Домініканська республіка | 1 жовтня 2006   |
| Світовий рекорд     | Поштовх | Нурджан Тайлан (TUR) | 121 Кг | Анталья, Туреччина                      | 17 вересня 2010 |
| Світовий рекорд     | Сума    | Ян Лянь (CHN)        | 217 Кг | Санто-Домінго, Домініканська республіка | 1 жовтня 2006   |
| Олімпійський рекорд | Ривок   | Нурджан Тайлан (TUR) | 97 кг  | Афіни, Греція                           | 14 серпня 2004  |
| Олімпійський рекорд | Поштовх | Чень Сєся (CHN)      | 117 кг | Пекін, КНР                              | 9 серпня 2008   |
| Олімпійський рекорд | Сума    | Чень Сєся (CHN)      | 212 кг | Пекін, КНР                              | 9 серпня 2008   |

## Змагання
| Місце | Спортсмен                      | Вага | Ривок, кг | Ривок, кг | Ривок, кг | Поштовх, кг | Поштовх, кг | Поштовх, кг | Загальна сума, кг |
| Місце | Спортсмен                      | Вага | 1         | 2         | 3         | 1           | 2           | 3           | Загальна сума, кг |
| ----- | ------------------------------ | ---- | --------- | --------- | --------- | ----------- | ----------- | ----------- | ----------------- |
| 1     | Ван Мінцзюань (CHN)            | 48   | 88        | 88        | 91        | 110         | 114         | 116         | 205               |
| 2     | Хіромі Міяке (JPN)             | 48   | 83        | 85        | 87        | 108         | 110         | 113         | 197               |
| 3     | Лян Чхун Хва (PRK)             | 48   | 80        | 83        | 84        | 108         | 109         | 112         | 192               |
| 4     | Сірівімон Прамонгхол (THA)     | 47   | 78        | 80        | 82        | 106         | 108         | 109         | 191               |
| 5     | Нурдан Карагоз (TUR)           | 47   | 80        | 83        | 84        | 104         | 107         | 107         | 187               |
| 6     | Хонамі Мідзуоті (JPN)          | 48   | 76        | 78        | 80        | 92          | 94          | 96          | 176               |
| 7     | Нгангбам Соня Чану (IND)       | 48   | 72        | 74        | 75        | 93          | 97          | 97          | 171               |
| 8     | Бетсі Рівас (VEN)              | 47   | 68        | 70        | 70        | 92          | 96          | 98          | 168               |
| 9     | Беатріс Пірон (DMA)            | 48   | 72        | 75        | 77        | 87          | 90          | 92          | 167               |
| 10    | Мелані Бардіс (FRA)            | 48   | 73        | 73        | 75        | 88          | 91          | 93          | 166               |
| 11    | Лелі Бурхос (PUR)              | 48   | 65        | 70        | 70        | 87          | 92          | 92          | 157               |
| 12    | Наталія Ракотондраманана (MAD) | 48   | 55        | 55        | 60        | 75          | 80          | 82          | 135               |
| 13    | Паніда Хамсрі (THA)            | 47   | 81        | 81        | 81        | —           | —           | —           | DNF               |
| 14    | Марина Сисоєва (UZB)           | 48   | 79        | 79        | 80        | —           | —           | —           | DNF               |